# Marharyta Pesoćka
Marharyta Wołodymyriwna Pesoćka (ukr. Маргарита Володимирівна Песоцька; ur. 9 sierpnia 1991 w Kijowie) – ukraińska tenisistka stołowa, wicemistrzyni Europy 2009 i 2018, drużynowa Mistrzyni Polski (z KTS Tarnobrzeg w latach 2013 i 2014). 
Największym sukcesem zawodniczki jest występ w Mistrzostwach Europy w Stuttgarcie w 2009 roku, gdzie w turnieju indywidualnym zdobyła srebrny medal. W 2011 roku na Mistrzostwach Europy w Sopocie zdobyła brąz indywidualnie.
Obecnie zajmuje 119. miejsce w światowym, 54. w europejskim i 3. w narodowym rankingu ITTF.
W finale Mistrzostw Europy 2018 przegrała z Li Qian, reprezentantką Polski chińskiego pochodzenia, zdobywając tym samym srebrny medal. 